# Rallye-raid du Maroc 2015
Navigation
Édition précédente Édition suivante
Le rallye-raid du Maroc 2015 est la 16e édition Rallye du Maroc (rallye-raid). Il s'agit de la dernière étape du Championnat du monde des rallyes-raids 2015.

## Vainqueurs d'étapes
| # | Date        | Parcours          | Dist. spéc. (+liaison) | Moto              | Auto                                  | Quad        | ECM              | Open                                                     |
| - | ----------- | ----------------- | ---------------------- | ----------------- | ------------------------------------- | ----------- | ---------------- | -------------------------------------------------------- |
| 1 | lun. 5 oct. | Boucle de Zagora  | 330 km (+ 133 km)      | Joan Barreda Bort | Yazeed Al-Rajhi Timo Gottschalk       | Rafał Sonik | Nicolas Sabatier | Maarten Van Den Brink Richard Mouw Peter Willemsen       |
| 2 | mar. 6 oct. | Boucle du Drâa    | 224 km (+ 141 km)      | Sam Sunderland    | Carlos Sainz Lucas Cruz               | Rafał Sonik | Alexey Naumov    | Aleš Loprais Ferran Marco Aacayna Bernardus Der Kinderen |
| 3 | mer. 7 oct. | Boucle de M'Hamid | 274 km (+ 196 km)      | Paulo Gonçalves   | Carlos Sainz Lucas Cruz               | Rafał Sonik | Alexey Naumov    | Aleš Loprais Ferran Marco Aacayna Bernardus Der Kinderen |
| 4 | jeu. 8 oct. | Zagora / Agadir   | 293 km (+ 348 km)      | Sam Sunderland    | Yazeed Al-Rajhi Timo Gottschalk       | Rafał Sonik | Alexey Naumov    | Federico Villagra Jorge Pérez Companc Andres Memi        |
| 5 | ven. 9 oct. | Boucle d'Agadir   | 237 km (+ 79 km)       | Paulo Gonçalves   | Giniel de Villiers Dirk Von Zitzewitz | Rafał Sonik | Arnold Brucy     | Nicolas Gibon Jean-Pierre Garcin                         |

## Classements finaux

### Motos
| Pos. | Pilote              | Constructeur | Temps            | Écart           |
| ---- | ------------------- | ------------ | ---------------- | --------------- |
| 1    | Sam Sunderland      | KTM          | 15 h 38 min 00 s |                 |
| 2    | Matthias Walkner    | KTM          | 15 h 38 min 34 s | 00 min 34 s     |
| 3    | Paulo Gonçalves     | Honda        | 16 h 07 min 08 s | 29 min 08 s     |
| 4    | Kevin Benavides     | Honda        | 16 h 25 min 38 s | 47 min 38 s     |
| 5    | Ruben Faria         | Husqvarna    | 16 h 34 min 38 s | 56 min 38 s     |
| 6    | Olivier Pain        | KTM          | 16 h 37 min 24 s | 59 min 24 s     |
| 7    | Juan Pedrero Garcia | Sherco       | 16 h 39 min 34 s | 1 h 01 min 04 s |
| 8    | Xavier de Soultrait | Yamaha       | 17 h 18 min 35 s | 1 h 40 min 35 s |
| 9    | Paolo Ceci          | Honda        | 17 h 35 min 17 s | 1 h 57 min 17 s |
| 10   | Jacopo Cerutti      | Husqvarna    | 17 h 39 min 09 s | 2 h 01 min 09 s |

### Autos
| Pos. | Pilote               | Copilote            | Constructeur | Temps            | Écart           |
| ---- | -------------------- | ------------------- | ------------ | ---------------- | --------------- |
| 1    | Nasser Al Attiyah    | Matthieu Baumel     | Mini         | 14 h 18 min 18 s |                 |
| 2    | Vladimir Vasilyev    | Konstantin Zhiltsov | Toyota       | 14 h 35 min 03 s | 16 min 45 s     |
| 3    | Yazeed Al-Rajhi      | Timo Gottschalk     | Toyota       | 14 h 35 min 32 s | 17 min 14 s     |
| 4    | Giniel de Villiers   | Dirk Von Zitzewitz  | Toyota       | 14 h 37 min 40 s | 19 min 22 s     |
| 5    | Mikko Hirvonen       | Michel Perrin       | Mini         | 14 h 49 min 29 s | 31 min 11 s     |
| 6    | Leeroy Norma Poulter | Robert Duncan Howie | Toyota       | 14 h 49 min 40 s | 31 min 22 s     |
| 7    | Harry Hunt           | Andreas Schulz      | Mini         | 15 h 18 min 32 s | 1 h 00 min 14 s |
| 8    | Adam Malysz          | Xavier Panseri      | Mini         | 15 h 24 min 40 s | 1 h 06 min 22 s |
| 9    | Bernhard ten Brinke  | Tom Colsoul         | Toyota       | 15 h 37 min 38 s | 1 h 19 min 20 s |
| 10   | Yuriy Sazonov        | Alexandr Moroz      | Hummer       | 15 h 45 min 19 s | 1 h 27 min 01 s |

### Quads
| Pos. | Pilote                    | Constructeur | Temps            | Écart            |
| ---- | ------------------------- | ------------ | ---------------- | ---------------- |
| 1    | Rafał Sonik               | YAMAHA       | 20 h 56 min 14 s |                  |
| 2    | Eduardo Marco Sechaniz    | Can-Am       | 30 h 24 min 33 s | 14 h 36 min 33 s |
| 3    | Covadonga Fernadez Suarez | Can-Am       | 30 h 34 min 05 s | 15 h 06 min 05 s |